# Силимарин

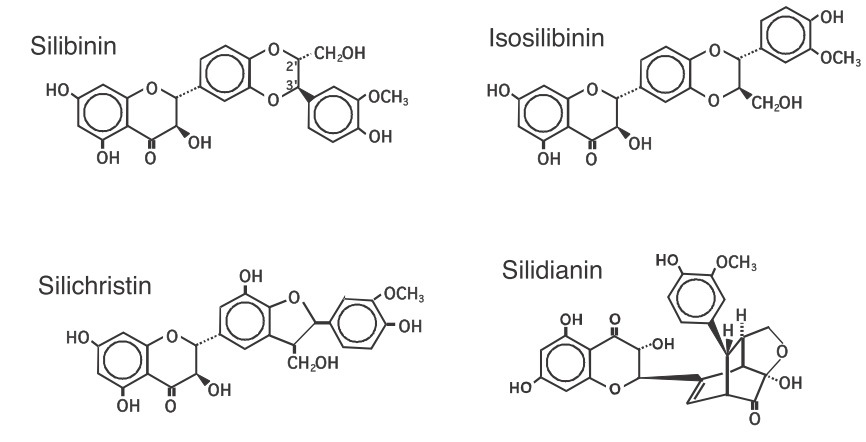
Компоненты силимарина

Силимарин (англ. Silymarin) — природная композиция биологически активных веществ, содержащаяся в плодах расторопши пятнистой и состоящая из семи флаволигнанов, одного флавоноида (совокупно около 83 %) и дополнительных полифенолов и жирных кислот (совокупно около 17 %).
Основными компонентами силимарина, формирующими около 83 % его природного состава, принято считать силибин А, силибин В, изосилибин А, изосилибин В, силикристин, изосиликристин, силидианин, таксифолин. Является одной из самых изучаемых природных субстанций XXI века — более 3 900 опубликованных научных работ. Однако при этом обладает невысокой доказательностью — степень доказательности B (единичные РКИ).
Широко применяется в клинической практике как гепатопротектор, антиоксидант и иммуномодулятор. В виде шрота (жмыха) расторопши используется также как добавка к кормам молочных коров.

## Фармакологическое действие
Считается, что силимарин обладает гепатопротекторным, антиоксидантным, иммуномодулирующим, противораковым действиями. Имеются наблюдения нейропротективного действия силимарина, а также его противовоспалительного потенциала. Продемонстрировано действие силимарина, как безопасного галактогога, то есть вещества, увеличивающего выделение молока молочными железами у кормящих матерей. В отношении молочных коров показано, что силимарин уменьшает оксидативный стресс в транзитный период, облегчает восстановление после отёла, увеличивает надой и содержание жира и белка в молоке в период раздоя.
В 2013 году показано[значимость факта?] in vitro противовирусное действие силимарина в отношении вирусов гепатита C, везикулярного стоматита и гриппа. Эксперименты на животных также выявили терапевтическую эффективность силимарина, однако, в отличие от экспериментальной, клиническая эффективность силимарина не подтверждена по причине недостатка качественных клинических испытаний. В частности, кокрановский обзор 2007 года поставил под сомнение благотворное влияние расторопши на пациентов с алкогольными заболеваниями печени и/или заболеваниями печени, вызванными вирусами гепатита В или С: было отмечено отсутствие высококачественных доказательств её терапевтического действия и низкое качество имеющихся клинических испытаний.
По состоянию на 2009 год, не получены данные об эффективности силимарина при остром гепатите C, хронических гепатитах C и B, алкогольных и лекарственных поражениях печени, первичном билиарном циррозе, а при остром вирусном гепатите В большинство доказательных исследований не выявило статистически значимых различий между силимарином и плацебо по показателям функции печени и параметрам коагулограммы. Позднее (2017-2019 годы), в рандомизированных двойных слепых плацебо-контролируемых исследованиях в разных странах, в группах, принимавших силимарин, были выявлены значимые уменьшения фиброзов (измеренных как с помощью биопсии, так и с помощью измерения плотности печёночной ткани), значимые улучшения показателей АСТ, значимое уменьшение уровня глюкозы в плазме крови у пациентов с сахарным диабетом второго типа, а также, при наружном применении силимарин-содержащего геля, значимое уменьшение дерматита, вызванного лучевой терапией пациенток с раком груди.
С 2015 года ведутся исследования, демонстрирующие полезность применения силимарина в кормлении сельскохозяйственных животных. В частности, установлено, что силимарин нейтрализует токсины в корме птиц, увеличивает энергетически скорректированные удои у молочных коров.
В 2018 году был обнаружен иммунодепрессивный эффект силибинина — основного действующего вещества силимарина. Силибинин индуцировал апоптоз и замедлял пролиферацию T-лимфоцитов, а также уменьшал экспрессию провоспалительных цитокинов. За счёт этого снижалась активность иммунной реакции организма на здоровые ткани при аутоиммунных заболеваниях. В обзорной работе 2017 года отмечается иммуностимулирующий эффект силимарина в больших дозах.
Для повышения биодоступности силимарина и силибина активно разрабатывают его нано- и микроформы, используя следующие технологические подходы: диспергирование, растворение в подходящих растворителях, формирование комплексов включения и твердых дисперсий, химическая модификация и др. Полученные формы представляют собой нанокристаллы, твердые дисперсии, твердые липидные системы, комплексы включения, дендрисомы, липосомы, нано- и микроэмульсии, полимерные частицы, нанокомпозиты, которые в целом обладают рядом преимуществ: повышение растворимости и биодоступности силибина, контролируемое/пролонгированное высвобождение из нано- и микроструктур, улучшение стабильности, повышение специфической активности, в том числе гепатопротекторной, противоопухолевой, антиоксидантной.

## Токсичность и переносимость
Нулевая токсичность и хорошая переносимость силимарина отмечается во всех публикациях — и в отдельных клинических исследованиях, и в обзорных работах, и в систематических обзорах (метаанализах).
Как в исследованиях на животных, так и у человека, продемонстрировано отсутствие токсичности силимарина даже при применении в высоких дозах (> 1500 мг в сутки).
При приёме препарата в высоких дозах возможен лёгкий слабительный эффект вследствие усиления секреции и выделения желчи. В клинических исследованиях наиболее часто отмечали побочные эффекты со стороны желудочно-кишечного тракта, сопоставимые по частоте с таковыми при приёме плацебо (2—10 %). Также были лёгкие аллергические реакции. Однако побочные эффекты не достигали степени тяжести, требующей прекращения лечения.
В монографии ВОЗ (WHO monographs on selected medicinal plants, 2002) представлена информация о двух наблюдательных исследованиях, в которых безопасность и эффективность силимарина были оценены у более 3 500 пациентов. В одном из них 2 637 пациентов с различной патологией печени принимали стандартизованный препарат силимарина (в дозе 560 мг/сут, разделённой на 4 приёма) на протяжении 8 недель. В результате лечения отмечали уменьшение выраженности субъективных симптомов (на 63 %) и улучшение клинической картины заболевания, а также снижение повышенного уровня печёночных ферментов в плазме крови. Эффективность лечения была оценена как «очень хорошая» и «хорошая или удовлетворительная» 88 % врачей (Albrecht M. et al., 1992*). Лёгкие побочные эффекты со стороны желудочно-кишечного тракта отмечены у 1 % пациентов (Albrecht M. et al., 1992*; Grüngreiff K. et al., 1995*).
Представленные данные о высокой безопасности и хорошей переносимости силимарина приобретают ещё бо́льшую значимость с учётом значительных объёмов потребления препарата — его принимают до 30—40 % пациентов с болезнями печени (цит. по: Schrieber S.J. et al., 2008).

## Получение и присутствие на рынке
Силимарин получают путём экстракции из плодов расторопши пятнистой. Их заливают водой, спиртом или иным экстрагентом, настаивают при температуре около 80 градусов около 4 часов, затем настой упаривают и высушивают. Полученный сухой экстракт содержит от 5 % (водный экстракт) до 70 % (спиртовой, ацетоновый) силимарина, что определяется методом высокоэффективной жидкостной хроматографии.
В аптечной рознице продаётся в виде экстракта, в капсулах или таблетках под торговыми марками «Карсил», «Дарсил», «Легалон», «Здравушка», «Гепабене» и другими.
На рынке также присутствует жмых плодов расторопши (традиционно называемый «шрот расторопши»), в котором содержится 5-6 % силимарина.